# Genesys 300 2021
De Genesys 300 2021 was de derde ronde van de IndyCar Series 2021. De race werd op 1 mei 2021 verreden in Fort Worth, Texas, op Texas Motor Speedway. De race duurde 206 ronden, en werd gewonnen door Scott Dixon.

## Inschrijvingen
W = eerdere winnaar
R = rookie
| No.   | Coureur            | Team                                    | Motor     |
| ----- | ------------------ | --------------------------------------- | --------- |
| 2     | Josef Newgarden W  | Team Penske                             | Chevrolet |
| 3     | Scott McLaughlin R | Team Penske                             | Chevrolet |
| 4     | Dalton Kellett     | A. J. Foyt Enterprises                  | Chevrolet |
| 5     | Patricio O'Ward    | Arrow McLaren SP                        | Chevrolet |
| 7     | Felix Rosenqvist   | Arrow McLaren SP                        | Chevrolet |
| 8     | Marcus Ericsson    | Chip Ganassi Racing                     | Honda     |
| 9     | Scott Dixon W      | Chip Ganassi Racing                     | Honda     |
| 10    | Álex Palou         | Chip Ganassi Racing                     | Honda     |
| 12    | Will Power W       | Team Penske                             | Chevrolet |
| 14    | Sébastien Bourdais | A. J. Foyt Enterprises                  | Chevrolet |
| 15    | Graham Rahal W     | Rahal Letterman Lanigan Racing          | Honda     |
| 18    | Ed Jones           | Dale Coyne Racing with Vasser-Sullivan  | Honda     |
| 20    | Ed Carpenter W     | Ed Carpenter Racing                     | Chevrolet |
| 21    | Rinus VeeKay       | Ed Carpenter Racing                     | Chevrolet |
| 22    | Simon Pagenaud     | Team Penske                             | Chevrolet |
| 26    | Colton Herta       | Andretti Autosport                      | Honda     |
| 27    | Alexander Rossi    | Andretti Autosport                      | Honda     |
| 28    | Ryan Hunter-Reay   | Andretti Autosport                      | Honda     |
| 29    | James Hinchcliffe  | Andretti Steinbrenner Autosport         | Honda     |
| 30    | Takuma Sato        | Rahal Letterman Lanigan Racing          | Honda     |
| 48    | Tony Kanaan W      | Chip Ganassi Racing                     | Honda     |
| 51    | Pietro Fittipaldi  | Dale Coyne Racing with Rick Ware Racing | Honda     |
| 59    | Conor Daly         | Carlin                                  | Chevrolet |
| 60    | Jack Harvey        | Meyer Shank Racing                      | Honda     |
| Bron: |                    |                                         |           |

## Classificatie

### Training
Tony Kanaan voerde de training aan met een tijd van 00:23:55, voor Pato O'Ward als tweede en Takuma Sato als derde.
| Pos.  | No. | Coureur         | Team                           | Motor     | Tijd     |
| ----- | --- | --------------- | ------------------------------ | --------- | -------- |
| 1     | 48  | Tony Kanaan W   | Chip Ganassi Racing            | Honda     | 00:23:55 |
| 2     | 5   | Patricio O'Ward | Arrow McLaren SP               | Chevrolet | 00:23:57 |
| 3     | 30  | Takuma Sato     | Rahal Letterman Lanigan Racing | Honda     | 00:23:58 |
| Bron: |     |                 |                                |           |          |

### Kwalificatie
De kwalificatie werd afgelast vanwege de regen. Bijgevolg werden de kwalificatieresultaten en de startopstelling vastgesteld op basis van de puntenstand van de deelnemers na de Firestone Grand Prix van St. Petersburg. Kampioenschapsleider Álex Palou kreeg de pole toegewezen.
| Pos.  | No. | Coureur            | Team                                    | Motor     |
| ----- | --- | ------------------ | --------------------------------------- | --------- |
| 1     | 10  | Álex Palou         | Chip Ganassi Racing                     | Honda     |
| 2     | 12  | Will Power W       | Team Penske                             | Chevrolet |
| 3     | 9   | Scott Dixon W      | Chip Ganassi Racing                     | Honda     |
| 4     | 26  | Colton Herta       | Andretti Autosport                      | Honda     |
| 5     | 22  | Simon Pagenaud     | Team Penske                             | Chevrolet |
| 6     | 60  | Jack Harvey        | Meyer Shank Racing                      | Chevrolet |
| 7     | 14  | Sébastien Bourdais | A. J. Foyt Enterprises                  | Chevrolet |
| 8     | 21  | Rinus VeeKay       | Ed Carpenter Racing                     | Chevrolet |
| 9     | 8   | Marcus Ericsson    | Chip Ganassi Racing                     | Honda     |
| 10    | 2   | Josef Newgarden W  | Team Penske                             | Chevrolet |
| 11    | 5   | Patricio O'Ward    | Arrow McLaren SP                        | Chevrolet |
| 12    | 30  | Takuma Sato        | Rahal Letterman Lanigan Racing          | Honda     |
| 13    | 15  | Graham Rahal W     | Rahal Letterman Lanigan Racing          | Honda     |
| 14    | 51  | Pietro Fittipaldi  | Dale Coyne Racing with Rick Ware Racing | Honda     |
| 15    | 3   | Scott McLaughlin R | Team Penske                             | Chevrolet |
| 16    | 27  | Alexander Rossi    | Andretti Autosport                      | Honda     |
| 17    | 20  | Ed Carpenter W     | Ed Carpenter Racing                     | Chevrolet |
| 18    | 7   | Felix Rosenqvist   | Arrow McLaren SP                        | Chevrolet |
| 19    | 18  | Ed Jones           | Dale Coyne Racing with Vasser-Sullivan  | Honda     |
| 20    | 29  | James Hinchcliffe  | Andretti Steinbrenner Autosport         | Honda     |
| 21    | 28  | Ryan Hunter-Reay   | Andretti Autosport                      | Honda     |
| 22    | 4   | Dalton Kellett     | A. J. Foyt Enterprises                  | Chevrolet |
| 23    | 48  | Tony Kanaan W      | Chip Ganassi Racing                     | Honda     |
| 24    | 59  | Conor Daly         | Carlin                                  | Chevrolet |
| Bron: |     |                    |                                         |           |

### Race
| Pos.                                                                        | No. | Coureur            | Team                                    | Motor     | Rondes | Tijd        | Pit stops | Grid | Geleide ronden | Pts. |
| --------------------------------------------------------------------------- | --- | ------------------ | --------------------------------------- | --------- | ------ | ----------- | --------- | ---- | -------------- | ---- |
| 1                                                                           | 9   | Scott Dixon W      | Chip Ganassi Racing                     | Honda     | 212    | 01:45:51.34 | 3         | 3    | 206            | 53   |
| 2                                                                           | 15  | Scott McLaughlin R | Team Penske                             | Chevrolet | 212    | +0.2646     | 3         | 15   |                | 40   |
| 3                                                                           | 5   | Patricio O'Ward    | Arrow McLaren SP                        | Chevrolet | 212    | +1.7807     | 3         | 11   |                | 35   |
| 4                                                                           | 10  | Álex Palou         | Chip Ganassi Racing                     | Honda     | 212    | +2.8561     | 3         | 1    | 6              | 33   |
| 5                                                                           | 15  | Graham Rahal W     | Rahal Letterman Lanigan Racing          | Honda     | 212    | +6.6040     | 4         | 13   |                | 30   |
| 6                                                                           | 2   | Josef Newgarden W  | Team Penske                             | Chevrolet | 212    | +7.9030     | 3         | 10   |                | 28   |
| 7                                                                           | 60  | Jack Harvey        | Meyer Shank Racing                      | Honda     | 212    | +8.5046     | 3         | 6    |                | 26   |
| 8                                                                           | 27  | Alexander Rossi    | Andretti Autosport                      | Honda     | 212    | +9.5898     | 3         | 16   |                | 24   |
| 9                                                                           | 30  | Takuma Sato        | Rahal Letterman Lanigan Racing          | Honda     | 212    | +10.0657    | 4         | 12   |                | 22   |
| 10                                                                          | 22  | Simon Pagenaud     | Team Penske                             | Chevrolet | 212    | +10.4271    | 3         | 5    |                | 20   |
| 11                                                                          | 48  | Tony Kanaan W      | Chip Ganassi Racing                     | Honda     | 212    | +12.0188    | 3         | 23   |                | 19   |
| 12                                                                          | 18  | Ed Jones           | Dale Coyne Racing with Vasser-Sullivan  | Honda     | 212    | +12.5785    | 3         | 19   |                | 18   |
| 13                                                                          | 7   | Felix Rosenqvist   | Arrow McLaren SP                        | Chevrolet | 212    | +12.9479    | 3         | 18   |                | 17   |
| 14                                                                          | 12  | Will Power W       | Team Penske                             | Chevrolet | 212    | +14.3546    | 3         | 2    |                | 16   |
| 15                                                                          | 51  | Pietro Fittipaldi  | Dale Coyne Racing with Rick Ware Racing | Honda     | 212    | +15.0507    | 3         | 14   |                | 15   |
| 16                                                                          | 28  | Ryan Hunter-Reay   | Andretti Autosport                      | Honda     | 212    | +17.4939    | 3         | 16   |                | 14   |
| 17                                                                          | 20  | Ed Carpenter W     | Ed Carpenter Racing                     | Chevrolet | 212    | +19.8938    | 3         | 17   |                | 13   |
| 18                                                                          | 4   | Dalton Kellett     | A. J. Foyt Enterprises                  | Chevrolet | 212    | +23.9568    | 3         | 22   |                | 12   |
| 19                                                                          | 8   | Marcus Ericsson    | Chip Ganassi Racing                     | Honda     | 211    | +1 ronde    | 3         | 9    |                | 11   |
| 20                                                                          | 21  | Rinus VeeKay       | Ed Carpenter Racing                     | Chevrolet | 211    | +1 ronde    | 3         | 8    |                | 10   |
| 21                                                                          | 59  | Conor Daly         | Carlin                                  | Chevrolet | 211    | +1 ronde    | 3         | 24   |                | 9    |
| 22                                                                          | 26  | Colton Herta       | Andretti Autosport                      | Honda     | 190    | Mechanisch  | 3         | 4    |                | 8    |
| 23                                                                          | 29  | James Hinchcliffe  | Andretti Steinbrenner Autosport         | Honda     | 158    | Contact     | 2         | 20   |                | 7    |
| 24                                                                          | 14  | Sébastien Bourdais | A. J. Foyt Enterprises                  | Honda     | 55     | Contact     | 0         | 14   |                | 6    |
| Snelste ronde: Marcus Ericsson (Chip Ganassi Racing) – 00:23.6606 (ronde 8) |     |                    |                                         |           |        |             |           |      |                |      |
| Bron:                                                                       |     |                    |                                         |           |        |             |           |      |                |      |

## Tussenstanden kampioenschap
| Pos. | Coureur         | Punten |
| ---- | --------------- | ------ |
| 1.   | Scott Dixon     | 118    |
| 2.   | Álex Palou      | 100    |
| 3.   | Will Power      | 81     |
| 4.   | Patricio O'Ward | 80     |
| 5.   | Jack Harvey     | 77     |

| Pos. | Team      | Punten |
| 1.   | Honda     | 265    |
| 2.   | Chevrolet | 223    |